# Nestroy-Theaterpreis/Spezialpreis

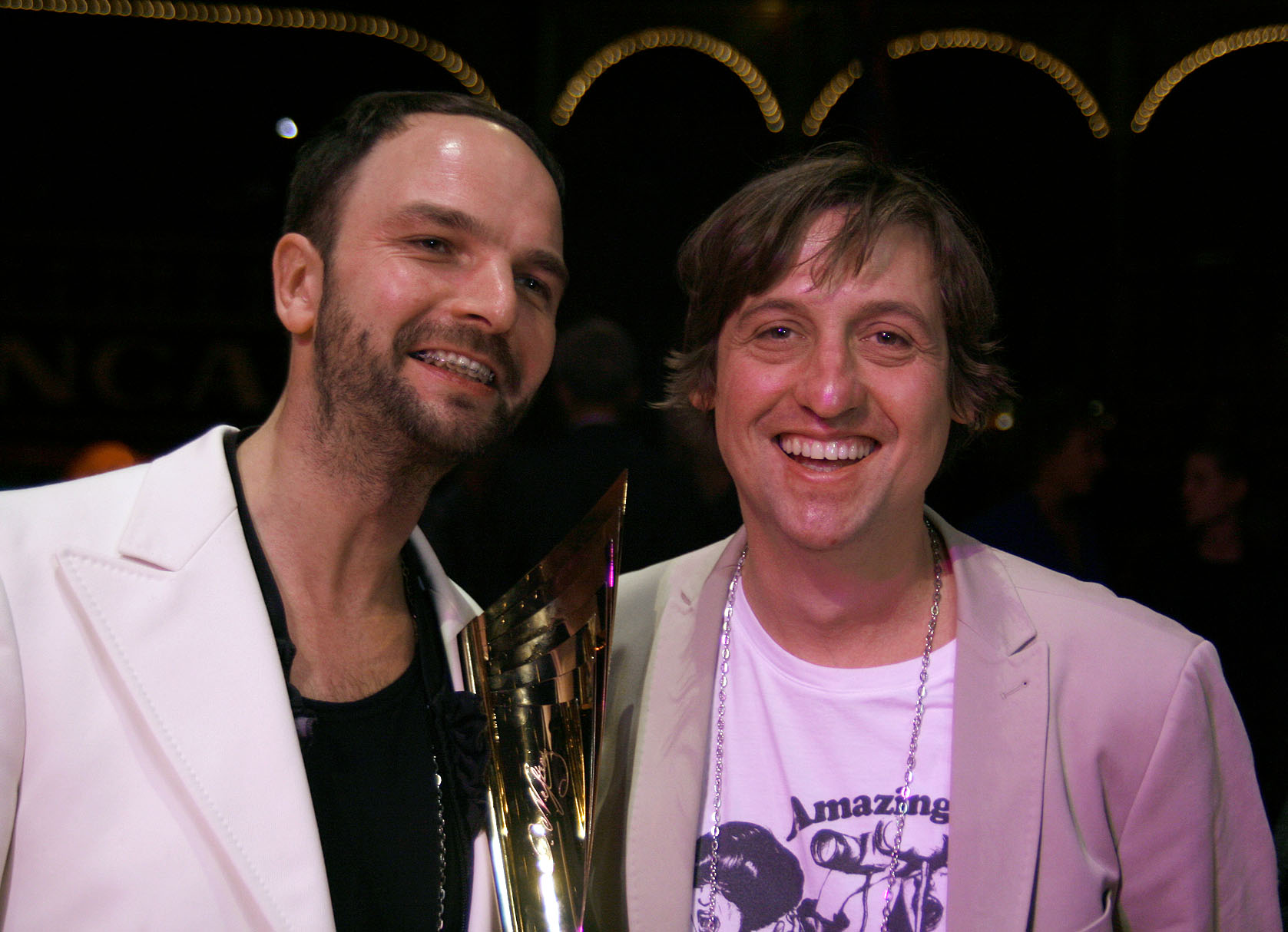
Haiko Pfost, Thomas Frank (Nestroy-Theaterpreis 2009)

Seit 2002 werden beim Nestroy-Theaterpreis besondere Produktionen bzw. Theaterleute mit einem Spezialpreis geehrt.

## Preisträger
| Jahr | Preisträger                                                                            | Zuerkennung                                                                    | Aufführungsort                                                                  | Weitere Nominierte |
| ---- | -------------------------------------------------------------------------------------- | ------------------------------------------------------------------------------ | ------------------------------------------------------------------------------- | --- |

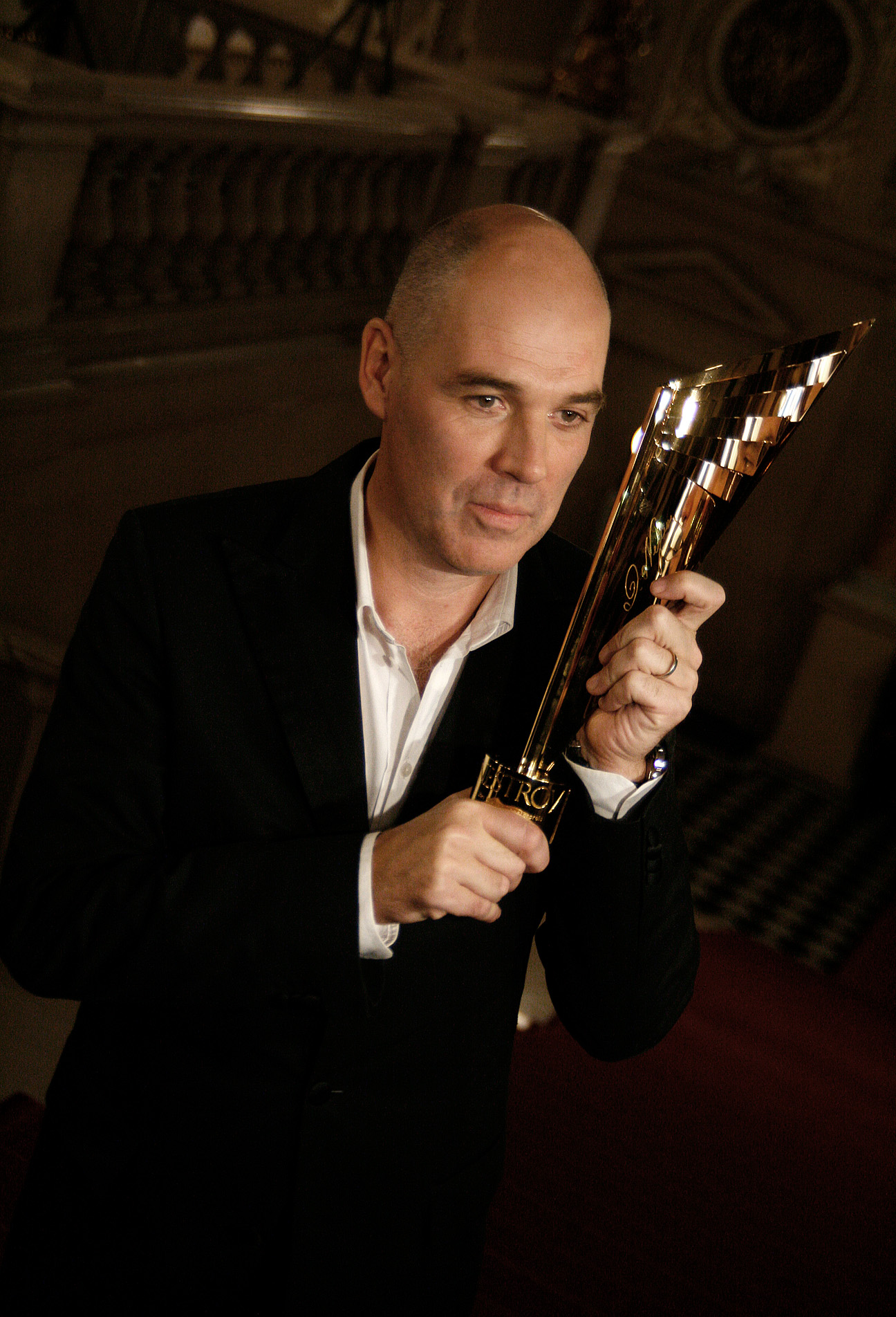
Matthias Hartmann (Nestroy-Theaterpreis 2010)

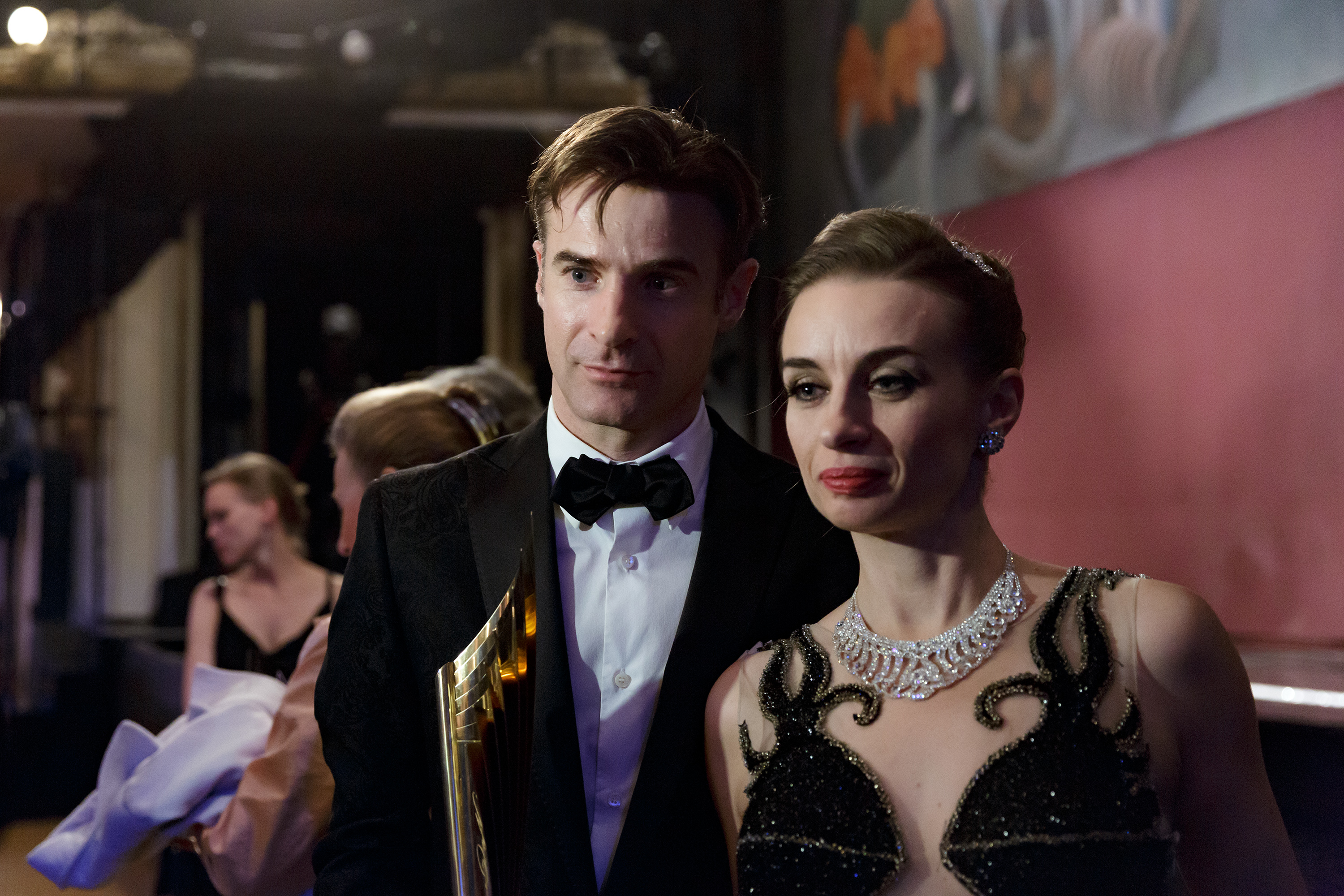
SIGNA (Nestroy-Theaterpreis 2016)

| 2002 | Bert Wrede                                                                             | Musik zu „Emilia Galotti“, „Letzter Aufruf“, „Edward II.“                      | Burgtheater                                                                     | - Rabenhof Theater - Christian Suchy für Dackel Taube Kellerassel |
| 2003 | Die neue Selbstständigkeit                                                             | Autor/Darsteller: Thomas Maurer                                                | Kulisse Wien                                                                    | - Magazin „Beamer“ des Theater der Jugend |
| 2003 | Noch ist Polen nicht verloren                                                          | Regisseur: Michael Schottenberg                                                | Wiener Metropol/Stadttheater Klagenfurt                                         | - Magazin „Beamer“ des Theater der Jugend |
| 2004 | Vienna’s English Theatre                                                               | für den Spielplan der Saison und zum 40-jährigen Jubiläum                      | Vienna’s English Theatre                                                        | - Sebastian Huber (Dramaturg) für Die Ziege oder Wer is Sylvia? - Peter Schubert (Bühne) und Friedrich Rom (Licht) für Vor Sonnenuntergang |
| 2005 | Hunt oder Der totale Februar                                                           | Inszenierung: Georg Schmiedleitner, als exemplarische regionale Initiative     | Kohlebrecher Kohlgrube                                                          | - Heidelinde Leitgöb – Intendantin des Ursulinenhofs des Landestheater Linz - Projekt Schwarzenbergplatz – (Rimini Protokoll) |
| 2006 | Dietmar Pflegerl                                                                       | für die Leistungen seiner 15-jährigen Intendanz am Klagenfurter Stadttheater   | Stadttheater Klagenfurt                                                         | |
| 2007 | Stephanie Mohr                                                                         | Inszenierung von Die Weberischen von Felix Mitterer im MuseumsQuartier         | Vereinigte Bühnen Wien                                                          | - maschek. für Beim Gusenbauer mit dem Original Wiener Praterkasperl im Rabenhof Theater - Nina Ball für die Erschließung des Kurhauses Semmering für Alma |
| 2008 | Andreas Beck                                                                           | Intendant, für den Neustart im Schauspielhaus Wien                             | Schauspielhaus (Wien)                                                           | - Hans Escher und Bernhard Studlar für Roter Oktober (Wiener Wortstaetten) - Suse Wächter für ihre Gestaltung der Puppen in Go West – Eine Familie wandert aus (Schauspielhaus Graz) |
| 2009 | brut Wien                                                                              | für die gesamte Spielzeit, künstlerische Leitung: Thomas Frank und Haiko Pfost | Wiener Konzerthaus und Künstlerhaus Wien                                        | - SZENE BUNTE WÄHNE für die Aktivitäten der gesamten Saison - uniT für den Retzhofer Dramapreis und seine Bühnenwerkstatt |
| 2010 | Matthias Hartmann                                                                      | für die „öffentlichen Proben“ Krieg und Frieden von Leo Tolstoi                | Kasino am Schwarzenbergplatz                                                    | - Gruppe Einmaliges Gastspiel für Psychiatrie! (von Hagnot Elischka, Regie: Jan-Christoph Gockel – Palais Kabelwerk) - Cornelius Obonya für die artistische Gratwanderung zwischen Theater und Kabarett in Cordoba von Florian Scheuba und Rupert Henning (Rabenhof Theater)                                                        |
| 2011 | Franz Wittenbrink                                                                      | für Eh wurscht                                                                 | Theater in der Josefstadt                                                       | - Henry Mason für Just so, Die 39 Stufen und Cymbelin – Theater der Jugend - Isabella Suppanz als für den Aufschwung des Landestheaters Niederösterreich verantwortliche Intendantin |
| 2012 | Garage X                                                                               | für die Saison 2011/2012                                                       |                                                                                 | - Hubsi Kramar für seine Verdienste um das 3raum-Anatomietheater - Iba de gaunz oamen Leit nach Christine Nöstlinger, dramatisiert und inszeniert von Anatole Sternberg am Rabenhof Theater |
| 2013 | Thomas Birkmeir                                                                        | für 10 Jahre innovatives, zeitgemäßes Kinder- und Jugendtheater                | Theater der Jugend                                                              | - Eva Jantschitsch alias Gustav für das Musikkonzept zu Ferdinand Raimunds Der Alpenkönig und der Menschenfeind am Burgtheater - Andreas Beck für die Produktion von Paul Claudels Der Seidene Schuh oder Das Schlimmste trifft nicht immer zu am Schauspielhaus Wien                                                               |
| 2014 | Peter Gruber                                                                           | für vier Jahrzehnte Nestroy-Spiele Schwechat                                   | Nestroy-Spiele Schwechat                                                        | |
| 2015 | Glanzstoff von Felix Mitterer, Inszenierung: Renate Aichinger                          |                                                                                | Glanzstoff-Fabrik St. Pölten, Bürgertheater des Landestheaters Niederösterreich | - Maria Bill – Die sieben Todsünden – Volkstheater Wien - The Making of Austria. Eine Revue durch den barocken Museumsquartier-Dachboden – Austrofred – Koproduktion von MuseumsQuartier, Dschungel Wien, Kunsthalle Wien, toxic dreams, Tanzquartier Wien und Performing Center Austria                                            |
| 2016 | Wir Hunde / Us Dogs Inszenierung von SIGNA (Signa und Arthur Köstler)                  |                                                                                | Koproduktion mit den Wiener Festwochen und dem Volkstheater                     | - Das Kapitalismustribunal – Haus Bartleby, brut Wien - Schutzbefohlene performen Jelineks Schutzbefohlene – Inszenierung von Tina Leisch und Bernhard Dechant |
| 2017 | Doris Uhlich und Michael Turinsky                                                      | Ravemachine                                                                    | Koproduktion von brut Wien und WUK performing arts mit insert (Theaterverein)   | - Bronski & Grünberg Theater, Kaja Dymnicki, Julia Edtmeier, Salka Weber und Alexander Pschill - Kasimir und Karoline von 600 Highwaymen – Inszenierung Abigail Browde und Michael Silverstone |
| 2018 | Die Kinder der Toten – Regie Nature Theater of Oklahoma (Kelly Copper und Pavol Liska) |                                                                                |                                                                                 | - Apollon – Konzept und Performance Florentina Holzinger - Häusliche Gewalt Wien von Markus Öhrn |
| 2019 | 3 Episodes of Life                                                                     | Markus Öhrn                                                                    | Koproduktion Wiener Festwochen und Institutet                                   | - Das Dorf von Nesterval, Konzept und Regie Herr Finnland - Ungebetene Gäste von DARUM (Laura Andreß, Victoria Halper, Kai Krösche) |
| 2020 | Der Kreisky-Test                                                                       | Inszenierung Martin Finnland                                                   | Online-Produktion von Nesterval                                                 | - Ausgang: Offen – Koproduktion von DARUM (Laura Andreß, Victoria Halper, Kai Krösche) und WUK performing arts - Wiener Stimmung, Autor*innen aus Österreich schreiben für das Burgtheater-Ensemble in Isolation |
| 2021 | Krasnojarsk: Eine Endzeitreise in 360°                                                 | Tom Feichtinger                                                                | Schauspielhaus Graz                                                             | - After the End and Before the Beginning, toxic dreams – Theatermuseum und Gemäldegalerie der Akademie der bildenden Künste Wien ' Black Box – Stefan Kaegi / Rimini Protokoll – Volkstheater - Der Anfang, das Ende. – Franz-Xaver Mayr und Korbinian Schmidt – Theater Drachengasse - werther.live – punktlive – Cosmea Spelleken |
| 2022 | Nicht sehen                                                                            | Noam Brusilovsky                                                               | Stadttheater Klagenfurt                                                         | - ASYL TRIBUNAL – Klage gegen die Republik – Alireza Daryanavard – Theaterkollektiv Hybrid und WERK X-Petersplatz - Close Encounters – Anna Rispoli – Wiener Festwochen |
| 2023 | Heimweh                                                                                | Victoria Halper und Kai Krösche                                                | DARUM und WUK performing arts                                                   | - Griessner Stadl (Ferdinand Nagele und Anita Winkler) – PROTESTANTEN vertreibung aus der heimath von Thomas Perle, Inszenierung Martin Kreidt - Die Namenlosen von Nesterval, Text Teresa Löfberg, Inszenierung Martin Finnland – brut Wien                                                                                        |
| 2024 | Oskar Werner – Kompromisslos in die Wiedergeburt von und mit Bernhard Dechant          | Inszenierung Sophie Resch                                                      | Die schweigende Mehrheit und Odeon/Spitzer                                      | - Boji – In the State of Fire and Miracles – Franz von Strolchen - Lass uns die Welt vergessen – Volksoper 1938 von Theu Boermans und Keren Kagarlitsky |